# Méliphage de Buru
Lichmera deningeri
Espèce
Statut de conservation UICN

 LC  : Préoccupation mineure
Le Méliphage de Buru (Lichmera deningeri) est une espèce de passereaux de la famille des Meliphagidae.

## Répartition
Il est endémique à Buru.

## Habitat
Il habite les forêts humides tropicales et subtropicales.